# La damnation de Faust
La damnation de Faust op. 24 ist eine Komposition (Originalbezeichnung: „Légende-dramatique“, ‚dramatische Legende‘) in vier Teilen von Hector Berlioz mit einem Libretto von Hector Berlioz und Almire Gandonnière nach der Übersetzung von Goethes Faust I von Gérard de Nerval. Das Werk hat sowohl opernhafte Merkmale als auch solche einer Chorsinfonie. Es wurde am 6. Dezember 1846 konzertant an der Opéra-Comique in Paris uraufgeführt.

## Handlung
Das Werk gliedert sich in vier Teile und einen Epilog.

### Erster Teil
Der erste Teil spielt in der Puszta-Landschaft Ungarns. Der umherirrende Faust erwacht auf der Frühlingswiese, singt ein schwermütiges Lied, kontrastierend dazu hören wir die Gesänge fröhlicher Bauern und Dorfbewohner. Der berühmt gewordene Rákóczi-Marsch (marche hongroise) erklingt, berührt jedoch den in sich selbst befangenen Faust nicht, der davonläuft.

### Zweiter Teil
Dieser und die weiteren Teile spielen in Deutschland. Faust sitzt verzweifelt in seinem Studierzimmer und denkt an Selbstmord. Da kommt Mephisto und führt ihn in Auerbachs Weinkeller. Vergeblich, denn Faust lässt sich durch das Gegröle der Betrunkenen nicht beeindrucken. Erst am Ufer der Elbe kommt Mephisto zum Ziel. Elfen und Nymphen schläfern Faust auf Geheiß Mephistos ein, und jenem erscheint im Traum Margarethe, das Gretchen. Als Faust aufwacht, will er dieses Traumbild unbedingt sehen, und Mephisto soll ihm die Frau herbeischaffen.

### Dritter Teil
Der dritte Teil zeigt zunächst Margarethes Zimmer, in dem Faust sich versteckt hat. Gretchen flicht sich die Haare und singt die Ballade vom König in Thule. In der Zwischenzeit hat Mephisto seine höllischen Kumpane herbeigeholt und stimmt eine Serenade an. Die Irrlichter tanzen dazu ein Menuett – alles ist sehr gespenstisch. Faust und Margarethe finden sich schließlich, doch ihr scheinbares Glück wird durch den Zynismus von Mephisto relativiert.

### Vierter Teil
Der vierte Teil zeigt die trauernde Margarethe. Entgegen allen Beteuerungen hat Faust sie verlassen. Faust selbst irrt nunmehr allein durch ein Gebirge, als sich Mephisto zu ihm gesellt und erzählt, dass Margarethe wegen Mordes an ihrer Mutter zum Tode verurteilt worden sei. In seiner Verzweiflung überschreibt Faust schließlich Mephisto seine Seele, wenn der nur Margarethe retten könne. Sie reiten los, doch nicht zu Margarethe führt ihr Weg, sondern hinab in die Hölle. Mephisto hat gewonnen.

### Epilog
Margarethe wird erlöst und in den Himmel aufgenommen. Ein Engelschor verkündet ihre Rettung.

## Orchester
Die Orchesterbesetzung enthält die folgenden Instrumente:
- Holzbläser: drei Flöten (auch Piccolo), zwei Oboen (auch Englischhorn), zwei Klarinetten, eine Bassklarinette, vier Fagotte
- Blechbläser: vier Hörner, zwei Trompeten, zwei Pistons (2. ad lib.), drei Posaunen, eine Ophikleide, eine Tuba
- Pauken, Schlagzeug: kleine Trommel, große Trommel, Becken, Triangel, Tamtam, Glocke in c oder d, Glocke in fis oder a
- acht bis zehn Harfen
- Streicher: fünfzehn Violinen 1, fünfzehn Violinen 2, zehn Bratschen, zehn Violoncelli, neun Kontrabässe
- Bühnenmusik hinter der Szene: vier Hörner, zwei Trompeten

## Werkgeschichte

### Entstehung
Über Goethes Faust I, das der Komponist in der Übersetzung Gérard de Nervals kennenlernte, schrieb er: „Dieses wunderbare Buch fesselte mich sofort. Ich trennte mich nicht mehr davon und las dauernd darin: bei Tisch, im Theater, auf der Straße, überall!“ 1828/29 entstand so eine Schauspielmusik (Huit scènes de Faust), die Berlioz an Goethe sandte. Dieser zeigte sich interessiert und gab die Partitur an Carl Friedrich Zelter. Auf dessen vernichtendes Urteil hin hielt sich Goethe jedoch zurück. Berlioz beschäftigte sich weiterhin mit dem Stoff und begann fünfzehn Jahre später auf einer Dirigier-Tournee durch Österreich, Ungarn, Böhmen und Schlesien mit der Komposition der Oper.

„Ich versuchte weder, das Meisterwerk Goethes zu übersetzen, noch, es nachzuahmen, sondern ließ es lediglich auf mich wirken, in dem Bestreben, seinen musikalischen Gehalt zu erfassen.“

Inspirationsquelle für die Gestaltung des Librettos waren neben Goethes Tragödie die Lithographien von Eugène Delacroix. Ein besonders offensichtlicher Unterschied zu Goethes Faust I ist der bei Berlioz musikalisch fulminant gestaltete Ritt Faustens in die Hölle. Völlig willkürlich war auch Berlioz’ Entscheidung, die erste Szene nach Ungarn zu verlegen: Das geschah aus dem einzigen Grund, um den populären Rákóczi-Marsch in das Stück einbauen zu können.
Die Partitur wurde erstmals 1854 bei Richault in Paris veröffentlicht.

### Aufführungsgeschichte
Die Uraufführung fand in konzertanter Form am 6. Dezember 1846 im Pariser Salle Favart (Opéra-Comique) unter der Leitung des Komponisten statt. Die völlig verunglückte Aufführung endete für Berlioz in einem finanziellen Desaster und stürzte ihn sowohl in hohe Schulden als auch in eine künstlerische Krise. Resigniert musste Berlioz feststellen, dass seinem Werk nur wenig Erfolg beschieden war. Nach einer zweiten Aufführung am 12. Dezember desselben Jahres, die den Misserfolg noch steigerte, wurde das Werk in Paris zu Berlioz’ Lebzeiten nicht wieder aufgeführt. Er dirigierte jedoch am 16. Dezember 1866 eine Aufführung in Wien, an der unter anderem der Wiener Singverein mitwirkte.
Das Werk, eine Mischung aus Chorsinfonie und Nummernoper, war von Berlioz nie für eine szenische Aufführung gedacht gewesen. Insbesondere der letzte Teil mit seinen surrealen, sich vielschichtig überlagernden Realitätsebenen, hätte die Bühnentechnik zu Berlioz’ Lebzeiten noch überfordert. Erst 24 Jahre nach seinem Tod, am 18. Februar 1893, wagte Raoul Gunsbourg eine szenische Erstaufführung im Salle Garnier (Monte Carlo), für die er mehrere Szenenumstellungen vornahm und einzelne, nicht realisierbare Teile gänzlich strich.
Bis heute wird das Werk vergleichsweise selten szenisch aufgeführt. Premieren erlebte es in jüngerer Zeit unter anderem an der Deutschen Oper Berlin (Premiere: 23. Februar 2014, musikalische Leitung: Donald Runnicles, Inszenierung: Christian Spuck), am Theater Basel (Premiere: 25. Mai 2014, musikalische Leitung: Enrico Delamboye, Inszenierung: Árpád Schilling), am Theater Lübeck (Premiere: 16. Januar 2015, musikalische Leitung: Ryusuke Numajiri, Inszenierung: Anthony Pilavachi), am Nationaltheater Mannheim (Premiere: 17. April 2015, musikalische Leitung: Alois Seidlmeier, Inszenierung: Vasily Barkhatov), an der Opéra National de Paris (Premiere: 5. Dezember 2015, musikalische Leitung: Philippe Jordan, Inszenierung: Alvis Hermanis), am Theater Bremen (Premiere: 18. März 2017, musikalische Leitung: Markus Poschner, Inszenierung: Paul-Georg Dittrich) und an der Staatsoper Unter den Linden in Berlin (Premiere: 27. Mai 2017, musikalische Leitung: Simon Rattle, Inszenierung: Terry Gilliam). 2023 wurde es in Erfurt im Rahmen der Domstufen-Festspiele aufgeführt (Premiere 7. Juli 2023, musikalische Leitung: Yannis Pouspourikas, Inszenierung: Ben Baur).

### Rezeptionsgeschichte
Den berühmten Sylphentanz paraphrasierten u. a. Camille Saint-Saëns im Karneval der Tiere und Oscar Straus in der Filmmusik zu La Ronde.